# The Nun II
The Nun 2 (bra: A Freira 2; prt: The Nun II: A Freira Maldita) é um filme de terror sobrenatural gótico estadunidense de 2023, dirigido por Michael Chaves e escrito por Akela Cooper, Ian Goldberg e Richard Naing, a partir de uma história de Cooper e James Wan. Serve como a sequência de The Nun (2018), sendo a oitava parcela da franquia The Conjuring Universe. O filme é estrelado por  Taissa Farmiga e Anna Popplewell, Jonas Bloquet e Storm Reid James Wan e Peter Safran retornam como coprodutores, com Judson Scott também atuando como produtor.
O filme foi lançado em 7 de setembro de 2023 pela Warner Bros. Pictures no Brasil, e 8 de setembro de 2023 pelos Estados Unidos e internacionalmente com uma receita de mais de 93 milhões de dólares.

## Enredo
Em 1956, o Padre Noiret e seu coroinha Jacques realizam suas tarefas diárias em uma igreja na cidade de Tarascon, França. Enquanto investigam uma perturbação, Noiret é levantado no ar, tem seus ossos quebrados, é incendiado e queimado até a morte diante de um Jacques aterrorizado por um espírito demoníaco com aparência de freira.
Quatro anos após os eventos no mosteiro de Santa Carta, na Romênia, a Irmã Irene agora serve em um convento na Itália. Maurice trabalha em um internato feminino na França, onde fez amizade com uma jovem estudante irlandesa chamada Sophie e sua mãe, Kate, que é professora na escola. Irene tem uma visão de Maurice pedindo para ela salvá-lo. Ela é informada pelo cardeal que a Europa está repleta de assassinatos brutais em que as vítimas são todas freiras ou padres, e que a Igreja suspeita que Valak voltou e está se dirigindo para o oeste do continente em busca de algo. Como é a única pessoa viva que já lidou com o demônio (descobre-se que o Padre Burke, que se tornou bispo, morreu de cólera), Irmã Irene é encarregada de investigar. Ela viaja para Tarascon com a Irmã Debra, uma jovem noviça
Na escola, Sophie é intimidada por colegas de classe e trancada na capela desconsagrada, onde a entrada é proibida. Lá, as meninas aterrorizam Sophie, obrigando-a a olhar para um vitral que retrata uma cabra. Quando o vitral é atravessado pelos raios do sol do meio-dia, a cor dos olhos da besta muda para um vermelho intenso. A menina, deixada sozinha e trancada na capela, é ajudada por Maurice, que na verdade está completamente possuído por Valak e chega a matar uma jovem entregadora
Irene e Debra chegam a Igreja de Tarascon, Onde Irene tem uma visão de Jacques  e Investigam O quarto do padre. E descobrem por meio de pistas que Maurice Voltou e Debra conclue que o. homem está possuído depois de Irene ligar os pontos, No Hotel Irmã Irene descobre que não há reservas e Debra se oferece para organizar o bagunçado Irene encontra Jacques casualmente nas ruas de Tarascon e pergunta se o rosário que ele carregava no momento da morte de Padre Noiret pertencia ao padre. O garoto, no entanto, foge, forçando Irmã Irene a persegui-lo. Chegando ao fim de um beco onde estão expostas algumas revistas de uma banca de jornal, Irene tem outra terrível visão de Valak e desmaia. Após recuperar os sentidos, descobre por Irmã Debra que Jacques entregou o rosário a ela, no qual Irene reconhece um símbolo. As duas freiras vão ao Palácio dos Papas em Avignon para encontrar um arquivista, que informa que Valak era um anjo rejeitado por Deus e que o símbolo no rosário de Padre Noiret é o emblema da família de Santa Lúcia de Siracusa. O bibliotecário sugere que Valak quer se apoderar de uma relíquia sagrada, os olhos de Santa Lúcia (que a família de Lúcia conservou após ela ser submetida a uma fogueira, mas revelar-se imune às chamas) e que todas as freiras e padres mortos por Valak são descendentes diretos da santa. Com a ajuda do bibliotecário, Irene descobre que o último lugar onde os olhos de Santa Lúcia parecem ter sido escondidos é um antigo mosteiro, que foi transformado em um internato feminino, onde Maurice está e onde Valak já fez outra vítima na noite passada:a diretora.
À noite, Irene e Debra chegam à escola e revelam a Maurice que ele está possuído por Valak. O rapaz fica chocado com a revelação, mas o demônio assume o controle de seu corpo e ataca Irene, Debra, Sophie e sua mãe, Kate. Depois de atordoá-lo, Irene vai com as outras para a capela após saber por Sophie que os olhos da cabra representados no vitral ficam vermelhos quando iluminados pelo sol. As freiras descobrem que a localização exata dos olhos de Santa Lúcia é indicada pela luz que, filtrada através dos olhos da cabra, aponta o ponto onde a relíquia está escondida. Infelizmente, durante o processo, Sophie desvia o olhar do animal que, misteriosamente, desaparece do vitral e se materializa fisicamente no andar superior, onde ataca o dormitório das alunas. Enquanto Irmã Debra e as meninas fogem perseguidas pela criatura demoníaca, Maurice se levanta e ataca Irene. Sophie consegue recuperar a relíquia e se refugia no campanário, sendo perseguida por Maurice possuído. Após o colapso dos sinos, Irene consegue se reunir com Sophie e repelir Valak graças ao poder da relíquia, mas Maurice está à beira da morte. O demônio arma uma cilada: Irene se aproxima e abraça Maurice desmaiado, mas ele desperta repentinamente, tomando posse da relíquia dos olhos de Santa Lúcia e aumentando o poder de Valak imensamente.
O demônio assume então sua forma de freira, levanta Irmã Irene no ar e começa a incendiá-la, mas a freira, inesperadamente, não queima. Através de alguns flashbacks da mãe e de alguns parentes (incluindo Lorraine), Irene compreende que é uma descendente de Santa Lúcia e, liberta do poder do demônio, começa a rezar com Irmã Debra (que agora acredita em milagres) para transformar o vinho, que vazou dos barris nas adegas destruídas pela queda dos sinos, no sangue de Cristo. Inundado pelo líquido, Valak pega fogo e se dissolve. Maurice agradece a Irene por tê-lo salvado e sai acompanhado de Sophie e Kate para uma nova vida, sob o olhar suspeito de Irene, como se a freira não estivesse totalmente convencida de que o demônio foi definitivamente derrotado.
Vinte anos depois, em uma cena pós-créditos, os Warrens recebem uma ligação do padre Gordon, sugerindo que mais tarde os dois entrarão em contato com Valak, antes de derrotá-lo no ano seguinte, em 1977, em "The Conjuring – O Caso Enfield".
---
<Referência:
Wikipedia contributors. (2023, June 20). The Nun II. In *Wikipedia, The Free Encyclopedia*. Retrieved 20:24, June 20, 2023, from (https://en.wikipedia.org/wiki/The_Nun_II)>

## Elenco
- Taissa Farmiga como Irmã Irene Palmer[7]
- Anna Popplewell como Kate[8]
- Katelyn Rose Downey como Sophie[8]
- Bonnie Aarons como Valak / A Freira[9]
- Jonas Bloquet como Maurice "Frenchie" Theriault[10]
- Storm Reid como Irmã Debra[11]

- Suzanne Bertish: Madame Laurent
- Anouk Darwin Homewood: Celeste
- Peter Hudson: Padre Ridley
- Tamar Baruch: Irmã Amara
- Safran: Irmã Chloe
- Pascal Aubert: Padre Noiret
- Alexandra Gentil: Irmã Astrid
- Andrew Morgado: Voz demoníaca
- Vera Farmiga: Lorraine Warren
- Patrick Wilson: Ed Warren

## Produção

### Desenvolvimento
Em agosto de 2017, James Wan discutiu a possibilidade de uma sequência de The Nun e qual pode ser sua história: "Eu sei onde potencialmente, se The Nun funcionar, onde The Nun 2 pode levar, e como isso se relaciona com a história de Lorraine que criamos com os dois primeiros The Conjurings, e assim fazemos um círculo completo."
Em abril de 2019, foi anunciado por Peter Safran que uma sequência estava em desenvolvimento. Safran afirmou que havia um enredo "muito divertido" planejado para o filme e comentou que havia uma "inevitabilidade para outro filme de The Nun". Mais tarde naquele mês, Akela Cooper assinou contrato com o projeto como roteirista, enquanto Safran e Wan atuariam como produtores.
Em fevereiro de 2022, Taissa Farmiga afirmou que teve discussões com a Warner Bros. Pictures para reprisar seu papel do primeiro filme, afirmando que as restrições à indústria cinematográfica como resultado da pandemia de COVID-19 atrasaram o projeto. Em abril de 2022, a Warner Bros. Pictures anunciou oficialmente, no CinemaCon de 2022, o filme como parte de sua lista de distribuições. No dia seguinte, foi anunciado que Michael Chaves iria dirigir o filme.
Em setembro de 2022, foi revelado que Ian Goldberg e Richard Naing haviam contribuído como co-autores do roteiro do rascunho mais recente do roteiro.

### Escolha do elenco
Em abril de 2022, James Wan confirmou que Bonnie Aarons estaria reprisando seu papel como Valak. Em setembro de 2022, Storm Reid foi escalada como a nova protagonista. Em outubro de 2022, Taissa Farmiga e Jonas Bloquet foram confirmados para reprisar seus papéis do primeiro filme, com Anna Popplewell e Katelyn Rose Downey adicionadas ao elenco no final daquele mês.

### Filmagens
A produção inicial das filmagens começou em 29 de abril de 2022. As filmagens foram originalmente programadas para começar em 5 de setembro de 2022, mas acabou por começar em 6 de outubro de 2022 na França, e terminou no final daquele ano.

## Lançamento
The Nun 2 foi lançado pela Warner Bros. Pictures e New Line Cinema nos Estados Unidos em 8 de setembro de 2023.

## Recepção

### Resposta da crítica
No site agregador de críticas Rotten Tomatoes, 52% das 139 resenhas dos críticos são positivas, com uma classificação média de 5,2/10. O consenso do site diz: "Mais assustador que seu antecessor, The Nun II é uma adição divertida à franquia Conjuring, apesar de não ser a sequência de terror mais original." O Metacritic, que usa uma média ponderada, atribuiu ao filme uma pontuação de 47 em 100, baseado em 24 críticos, indicando críticas "mistas ou médias". O CinemaScore deu uma nota "C+" na escala de A a F e o PostTrak deu uma avaliação de 64%, com uma recomendação de 47%.